# Raport (program telewizyjny)
Raport / Raport Turbo – codzienny program informacyjno-motoryzacyjny, poświęcony wszystkiemu co związane z motoryzacją. Program prowadzą Kacper Jeneralski, Patryk Mikiciuk i Marcin Orzepiński. Premierowe odcinki emitowane są na antenie TVN Turbo od poniedziałku do piątku o 18.00.